# アシール・エアーオード
アシール・エアーオード（Achille Eyraud、1821年4月21日 - 1882年2月15日）はフランスの小説家、弁護士、劇作家。

## 概要
フランスで弁護士業を営む傍ら、数々の小説や戯曲を執筆した。1865年にエアーオードは『Voyage à Vénus』(金星への航海)を刊行した。同年にジュール・ヴェルヌも類似の宇宙旅行を描いた『地球から月へ』を刊行した。同時代に多数のSF作品を執筆したジュール・ヴェルヌとは対照的でエアーオードの執筆したSF作品は一作のみだった。
『金星への航海』ではロケットに関する記述はわずか数ページで現在の水ロケットに相当する水を電動式のポンプで噴射して推進する構造で、ポンプを駆動するためのエネルギー源に関しては記述されていなかった。対照的に社会科学的な要素に関しては、彼の専門分野での法律の知識を元に当時のフランスの社会に対する遠回しの批判とも受け取れるような内容で金星の社会に関して詳しく記述されている。

## 小説
- Voyage à Vénus

他多数